# ماريوس مارين
ماريوس مارين (بالرومانية: Marius Marin)‏ هو لاعب كرة قدم روماني في مركز الوسط، ولد في 30 أغسطس 1998 في تيميشوارا في رومانيا. شارك مع منتخب رومانيا تحت 21 سنة لكرة القدم ومنتخب رومانيا لكرة القدم. أما مع النوادي، فقد لعب مع نادي بيزا ونادي ساسولو ونادي كاتانزارو.

## وصلات خارجية
- ماريوس مارين على موقع الاتحاد الأوربي (الإنجليزية)
- ماريوس مارين على موقع إي إس بي إن إف سي (الإنجليزية)
- ماريوس مارين على موقع قاعدة بيانات كرة القدم.إي يو (الإنجليزية)
- ماريوس مارين على موقع ناشيونال فوتبول تيمز (الإنجليزية)
- ماريوس مارين على موقع Soccerbase.com (لاعب) (الإنجليزية)
- ماريوس مارين على موقع Soccerway.com (الإنجليزية)
- ماريوس مارين على موقع عالم كرة القدم.نت (الإنجليزية)
- ماريوس مارين على موقع أوليمبيديا (الإنجليزية)
- ماريوس مارين على موقع اللجنة الأولمبية الرومانية (الرومانية)